# Hugh Dacre, 4. Baron Dacre
Hugh Dacre, 4. Baron Dacre auch Hugh de Dacre (* um 1335; † 24. Dezember 1383) war ein englischer Adeliger und Politiker.

## Familie und Werdegang
Dacre wurde als jüngster von drei Söhnen von Ralph Dacre, 1. Baron Dacre und dessen Ehefrau Margaret de Multon geboren. Nach dem Tod seines Vaters im Jahr 1339 fiel der Titel des Baron Dacre zunächst an den ältesten der Söhne, William. 
Hugh Dacre heiratete zwischen dem 8. Oktober 1354 und dem 1. Juli 1355 Elizabeth de Maxwell, die Witwe von William Douglas, 1. Earl of Douglas. 
Als William Dacre im Jahre 1361 kinderlos starb, übernahm der mittlere der Brüder, Ralph, den Titel. In der Nacht vom 17. auf den 18. August 1375 fiel Ralph Dacre in seinem Schlafzimmer einem Mordanschlag zum Opfer. Hugh Dacre wurde verhaftet und als Verdächtiger im Tower of London verhört. Am 2. Juli 1376 wurde er aus der Haft entlassen und durfte den Titel seines Bruders am 10. Juli 1376 übernehmen.
Zwischen dem 1. Dezember 1376 und dem 20. August 1383 gehörte Hugh Dacre dem englischen Parlament an. Ab 1379 wurde er von Richard II. mehrfach zum Vorsteher der Western March ernannt. Mit seinem Tod ging der erbliche Adelstitel der Familie auf William, seinen einzigen Sohn, über. Begraben wurde Dacre im Priorat von Lanercost.